# Carmine Rocco
Carmine Rocco (ur. 12 kwietnia 1912 w Camigliano, zm. 12 maja 1982 w Rzymie) – włoski duchowny rzymskokatolicki, arcybiskup, dyplomata papieski.

## Biografia
26 lipca 1936 w katedrze w Teano z rąk biskupa Calvi i Teano Giuseppe Marcozziego otrzymał święcenia prezbiteriatu i został kapłanem diecezji Calvi i Teano. Następnie odbył studia na Papieskim Uniwersytecie Gregoriańskim oraz na kształcącej dyplomatów Stolicy Apostolskiej Papieskiej Akademii Kościelnej.
Po ukończeniu nauki w 1939, rozpoczął pracę w Sekretariacie Stanu Stolicy Apostolskiej. Od 1940 pracował w Nuncjaturze Apostolskiej we Francji, gdzie nawiązał znajomość z nuncjuszem Angelo Giuseppe Roncallim - przyszłym papieżem Janem XXIII. W 1946 przeniesiony do Nuncjatury Apostolskiej w Argentynie. W latach 1953–1956 ponownie służył w Sekretariacie Stanu, a następnie do 1959 w Nuncjaturze Apostolskiej w Brazylii.
5 października 1961 papież Jan XXIII mianował go nuncjuszem apostolskim w Boliwii oraz arcybiskupem tytularnym iustinianopolitańskim. 12 listopada 1961 w Rzymie przyjął sakrę biskupią z rąk sekretarza stanu kard. Amleto Giovanniego Cicognaniego. Współkonsekratorami byli substytut Sekretariatu Stanu abp Angelo Dell’Acqua oraz biskup Calvi i Teano Matteo Guido Sperandeo.
Jego największym osiągnięciem na boliwijskiej placówce było doprowadzenie do założenia Universidad Católica Boliviana "San Pablo". Jako ojciec soborowy wziął udział w soborze watykańskim II.
16 września 1967 został przeniesiony na urząd nuncjusza apostolskiego na Filipinach. W 1970 przyjmował na Filipinach papieża Pawła VI oraz był bezpośrednim świadkiem zamachu na jego życie.
22 maja 1973 został nuncjuszem apostolskim w Brazylii. W tym kraju był odpowiedzialny za reformę podziału diecezjalnego i tworzenie nowych biskupstw. Towarzyszył Janowi Pawłowi II w jego I pielgrzymce do Brazylii.
W 1982, gdy stan zdrowia abp Rocco się pogorszył, wyjechał na leczenie do rzymskiej polikliniki Gemelli, gdzie 12 maja 1982 zmarł. Swój dom rodzinny w Camigliano przepisał na hospicjum.